# Rucphense Volkspartij
De Rucphense Volkspartij (RVP) is een lokale politieke partij in de Nederlandse gemeente Rucphen (provincie Noord-Brabant).

## Historie
De RVP is ontstaan uit de samenvoeging van Lijst Brouwers met Lijst Jaspers, Lijst Vroegrijk en De Vrije Lijst, die alle zijn ontstaan in de jaren 1960. De RVP is in 1962 door Nil Brouwers opgericht. Brouwers was van 1974 tot 1986 wethouder in Rucphen namens de RVP.
In 1986 volgde Jos Schijven hem op als wethouder.  De raadsperiode 2006-2010 leverde de RVP 2 wethouders, namelijk Jos Schijven en Bram Thijsse.
De periode erna nam Martien de Bruijn het stokje over. Martien de Bruin is wethouder namens de RVP gebleven tot 1 januari 2022. 
Bij de gemeenteraadsverkiezingen van 2018 werd de RVP de grootste partij met 6 zetels.
Bij de gemeenteraadsverkiezingen van 2022 was Laura Matthijssen-de Jong lijsttrekker voor de RVP. Zij was op dit moment wethouder namens de RVP met de portefeuilles Wonen, Economie, Sport, Cultuur, Communicatie en Vrijwilligers. Bij deze verkiezingen haalde de Rucphense Volkspartij 7 raadszetels, waarmee zij wederom de grootste partij werd in de gemeente Rucphen.

## Doelstelling
De RVP heeft als doelstelling het bevorderen van de individuele vrijheid, verantwoordelijkheid en ontwikkeling van de inwoners van de gemeente Rucphen, en het verbeteren van gemeenschappelijke verantwoordelijkheid om de leefbaarheid en welvaart binnen de kerkdorpen van de gemeente.